# Francis Birrell
Francis Frederick Locker Birrell (* 17. Februar 1889 in London; † 2. Januar 1935) war ein britischer Journalist, Herausgeber, Übersetzer und Literaturkritiker, der zur sogenannten Bloomsbury Group zählte und als Freund der Autoren James Elroy Flecker und David Garnett auftrat.

## Leben
Francis Birrell wurde 1889 als Sohn des Politikers und Essayisten Augustine Birrell und dessen zweiter Frau Lionel Tennyson geboren und studierte an der University of Cambridge, wo er Mitglied der elitären Cambridge Apostles war.
Zwischen 1915 und 1919 arbeitete er in Frankreich für das War Victims Relief Committee of the Society of Friends. Zusammen mit Garnett betrieb er im Verlauf der 1920er Jahre in London die Buchhandlung Birrell und Garnett, 33 Gerrard Street, in der Nähe des Britischen Museums, in der auch Frances Marshall, die Schwägerin Garnetts, arbeitete. Dort kauften die Mitglieder der Bloomsbury Group vorzugsweise ihre Bücher. Virginia Woolf hatte Birrell absichtlich in den Kreis integriert, in dem sie ihn ausdrücklich als Partner sah, der die Besprechungen ihrer Werke vorantreiben sollte. Birrell trat in der Folge auch als Herausgeber der Hogarth Miscellany der Hogarth Press auf. Während ihrer Jugendzeit hatten Birrell und Garnett eine kurze homosexuelle Affäre, die womöglich Maynard Keynes dazu bewog, das aus seiner Sicht obszöne Duo abzulehnen. Woolf verwahrte sich hingegen entschieden gegen D. H. Lawrence’ ähnlich gerichtete homophobe Attacke gegen den gesamten literarischen Kreis, insbesondere Birrell, Grant und Lytton Strachey, zumal Birrell damals todkrank im Krankenhaus lag.
Außerdem trat Birrell als Übersetzer von Werken Platons und Denis Diderots hervor.
Die University of Sussex besitzt einen Nachlass Birrells, der den Briefwechsel mit seinem Vater, der oben genannten Institution des War Victims Relief Committee of the Society of Friends und eine Sammlung von rund 140 Fotografien umfasst.

## Werk

### Biografien
- Gladstone. London 1933.

### Abhandlungen
- Guide to the Bayeux tapestry. Victoria and Albert Museum. Dept. of Textiles. London 1921.

### Übersetzungen
- Denis Diderot: Memoirs of a Nun. Routledge, London 1928. NA 1992.
- Plato's symposium or supper. Newly translated by FRANCIS BIRRELL & SHANE LESLIE. The Nonesuch Press, 1924
- Seneca Unnuuiqued: A Bilingual Edition of Aphra Behn's Translation of La Rochefoucauld's Maxims. Introduction and notes by ... Translated with an Introduction by Francis Birrell. London: Routledge & Sons, 1927.

### Kritiken
- The Textile Exhibition at South Kensington. In: The Burlington Magazine for Connoisseurs, Vol. 38, No. 217 (Apr., 1921), S. 166–167 u. 170–173.